# À fleur de peau (film, 1962)
Pour les articles homonymes, voir À fleur de peau.
Pour plus de détails, voir Fiche technique et Distribution.
À fleur de peau est un film français réalisé par Claude Bernard-Aubert, sorti en 1962.

## Synopsis
Une enquête policière compliquée se déroule après le meurtre d'un jeune homme, Jean-Luc, dans la maison de ses futurs beaux-parents, les Brémont.

## Fiche technique
- Titre : À fleur de peau
- Réalisateur : Claude Bernard-Aubert
- Scénario : Claude Bernard-Aubert et Claude Accursi
- Dialogues : Claude Accursi
- Photographie : Jean Collomb
- Musique : Joseph Kosma
- Son : André Louis
- Montage : Gabriel Rongier
- Production : Lodice Films (Paris)
- Pays :  France
- Durée : 89 minutes
- Date de sortie : France - 14 novembre 1962

## Distribution
- Henri-Jacques Huet : Jean-Luc
- Françoise Giret : Françoise
- Jean-Roger Caussimon : M. Brémond
- Zita Persel : Irène
- François Maistre : le commissaire Michel
- Liliane Patrick : Marlène
- Philippe Castelli : Kléber
- Thérèse Clay : Rose
- Paul Crauchet : l'inspecteur